# 胡斯托·冈萨雷斯
胡斯托·冈萨雷斯（Justo L. González，1937年—）是一位古巴裔美国人卫理公会历史学家和神学家。

## 生平
1937年8月9日，胡斯托·冈萨雷斯出生于古巴哈瓦那，就读于古巴协和神学院，获耶鲁大学博士学位。

## 著作
冈萨雷斯著有两本大学和神学院教材：
- 两卷本《基督教史》（The Story of Christianity）1984–5
- 三卷本《基督教思想史》（History of Christian Thought）